# It's Amazing
It's Amazing è il primo singolo estratto dal secondo album di Jem intitolato Down to Earth.
Il singolo è stato pubblicato ufficialmente il 3 giugno 2008 negli Stati Uniti e il 2 febbraio 2009 in Europa, in corrispondenza con l'uscita dell'album nel Regno Unito. La canzone fa anche parte della colonna sonora del telefilm Sex and the City.
Il video del brano è stato diretto da Saam Gabbay; La particolarità del video è quella di essere un fotometraggio dalle immagini che si susseguono in modo confusionario tra loro, Il video era diventato disponibile molto prima dell'uscita ufficiale del singolo.

## Tracce
Singolo USA
- It's Amazing 3:58

Singolo europeo
- It's Amazing - Radio Edit 3:30
- It's Amazing - Album version 4:00